# U sredini
U sredini, je prvi i jedini album hrvatskog pop rock sastava Patrola. Objavljen je 1981. u izdanju diskografske kuće Suzy.
Album je snimljen u studiju R-4 RTZ u Zagrebu. Glazbu i tekst napisali su Renato Metessi i Damir Molnar. Najveći uspjeh postigle su pjesme Ne pitaj za mene, Čovjek bez slobode i Mi smo u sredini.
Na albumu su gostovali Rastko Milošev i Zoran Kraš.

## Popis pjesama
| 1. | »Ne pitaj za mene«    | Damir Molnar - Renato Metessi |  |
| 2. | »Čovjek bez slobode«  | Damir Molnar - Renato Metessi |  |
| 3. | »Važni razgovori«     | Damir Molnar - Renato Metessi |  |
| 4. | »Na drugoj strani«    | Damir Molnar - Renato Metessi |  |
| 5. | »Djevojka sa stanice« | Damir Molnar - Renato Metessi |  |

| 1. | »Do kraja«         | Damir Molnar - Renato Metessi |  |
| 2. | »Mi smo u sredini« | Damir Molnar - Renato Metessi |  |
| 3. | »U ovom baru«      | Damir Molnar - Renato Metessi |  |
| 4. | »Čekaonica«        | Damir Molnar - Renato Metessi |  |
| 5. | »Ljeto u gradu«    | Damir Molnar - Renato Metessi |  |

## Izvođači
- Staško Adlešić - bas, vokal
- Dragan Simonovski - bubnjevi, vokal
- Damir Molnar - gitara
- Saša Mićunović - gitara
- Renato Metessi - glavni vokal

### Produkcija
- Producent - Husein Hasanefendić
- Glazbeni urednik - D. Šarac
- Glavni odgovorni urednik - B. Novak

## Vanjske poveznice
- Discogs.com - Recenzija albuma U sredini